# Bataille de Taillebourg
 (janvier 2014).
Si vous disposez d'ouvrages ou d'articles de référence ou si vous connaissez des sites web de qualité traitant du thème abordé ici, merci de compléter l'article en donnant les références utiles à sa vérifiabilité et en les liant à la section « Notes et références ».
Guerre de Saintonge
Il y eut deux batailles de Taillebourg, lieu de passage stratégique entre le nord de la France et le sud, par le pont construit sur la Charente.
- La première et la moins connue est celle qui vit la victoire de Charlemagne en 808 sur les Sarrasins.

- La seconde opposa, le 21 juillet 1242, les troupes capétiennes du roi de France Louis IX et de son frère le comte de Poitiers Alphonse, victorieux, à celles de leurs vassaux révoltés, Henri III d'Angleterre et Hugues X de Lusignan.

## Une révolte féodale
Le départ de ce dernier épisode de la « première guerre de Cent Ans » entre le roi de France et le roi d'Angleterre se trouve dans la révolte d'un baron poitevin, Hugues X, seigneur de Lusignan, comte de la Marche et d’Angoulême.
Le comté a une longue tradition d'autonomie au sein de l'Aquitaine, loin des capitales successives du royaume de France ou d'Angleterre, dans la mouvance duquel il se trouve depuis le mariage d'Aliénor d'Aquitaine avec Henri II Plantagenêt. Le Poitou est confisqué (tombe en commise) le 28 avril 1202 sur jugement de Philippe Auguste à l'encontre de Jean sans Terre, et est rattaché à la couronne de France peu après. C'est donc à la fois pour ménager la défiance des seigneurs poitevins à l'égard d'un suzerain récent, et pour constituer un domaine à son fils cadet, que Louis VIII le Lion, successeur de Philippe II Auguste, donne le Poitou en apanage à ce fils, Alphonse de Poitiers. Celui-ci n'a que 6 ans à la mort de son père, en 1226, et est donc comme son frère aîné âgé de 12 ans, futur Saint-Louis, placé sous la régence de sa mère Blanche de Castille.
Il n’est adoubé qu'à l'âge de 18 ans, par son frère, et ne prend possession de son fief qu'en 1240. Il reçoit à cette occasion l'hommage lige des seigneurs de la province, dont l'un des plus puissants d'entre eux, Hugues X de Lusignan. Celui-ci, outre son fief familial, possède plusieurs places en Saintonge et en Poitou, dont le château de Montreuil, et surtout le comté de la Marche.
Tout comme de nombreux seigneurs poitevins, Hugues X de Lusignan n'accepte pas de perdre l'autonomie qu'il avait auparavant, et comme en 1173-1179, 1188 et 1194 contre le roi d'Angleterre, et en 1219-1224, la noblesse poitevine se ligue contre son suzerain trop puissant. Le point de départ de l'affrontement se situe à Noël 1241, lorsque, sans doute à l'instigation de son épouse Isabelle d'Angoulême, mère d'Henri III d'Angleterre et ancienne fiancée de son père Hugues IX, Hugues X de Lusignan insulte le comte de Poitiers dans son palais.

## La reprise en main capétienne
Immédiatement, la famille capétienne réagit. Le 5 janvier 1242, Alphonse de Poitiers convoque la noblesse poitevine à Chinon pour la Pâques. Des seigneurs fidèles, d'autres moins fidèles mais ennemis des Lusignan, répondent à l'appel : ainsi Geoffroi V de Rancon, seigneur de Taillebourg et de Gençay. Bien que sa mère Blanche ait déjà fait face avec succès à des révoltes féodales et gère encore les affaires du royaume depuis 1226 avec le titre de baillistre, Louis IX décide de porter secours à son frère et dirige la campagne. Il arrive à Chinon le 28 avril, à Poitiers le 4 mai, avec une armée de 30 000 hommes, chevaliers et fantassins, et des engins de siège. Le 9 mai ils réussissent à s'emparer du château de Montreuil-Bonin, la place forte des Lusignan. Après avoir pris la tour de Béruges, Moncontour, Vouvant et Fontenay-le-Comte ils se dirigent vers Saintes, capitale du comté de Saintonge. Le roi d'Angleterre, Henri III, a en effet débarqué sur la côte saintongeaise à Royan à la mi-mai, avant de rejoindre à Pons son parent Hugues X de Lusignan et Raymond VII de Toulouse qui cherche à compenser le traité de 1229 qui lui a ôté la plus grande part de ses terres. Il est également accompagné de son frère Richard, comte de Cornouailles et comte de Poitiers en titre depuis 1225.

## Le premier engagement
Le roi de France est hébergé au château de Taillebourg, qui surplombe le premier pont sur la Charente depuis son embouchure et passage stratégique entre Saint-Jean-d'Angély et le Poitou au nord, et Saintes (qui appartenait alors aux Lusignan) et la Guyenne au Sud.
Le 19 juillet, les deux armées se font face de chaque côté du pont, sans qu'un véritable combat ait lieu. Le premier affrontement a lieu le 22 juillet. Les Anglais, qui ont pour mission d'interdire aux Français le passage de la Charente, prennent position à deux portées d'arbalète du cours d'eau, en laissant une troupe importante à la garde du pont fortifié. Louis IX se décide alors à forcer le passage en envoyant charger chevaliers et hommes d'armes. Mais trois assauts sont infructueux : les Anglais ne fléchissent pas, et la tâche est rendue ardue par l'étroitesse du pont. Voyant cela, le roi de France accourt l'épée à la main, accompagné de huit de ses meilleurs chevaliers. Il atteint bientôt l'avant-garde et rallie à lui les Français galvanisés par la présence royale. Ces derniers, après un combat éreintant, repoussent finalement les Anglais, qui refluent vers le gros de l'armée d'Henri III. Ce dernier fait par conséquent retraiter son armée vers Saintes. Les pertes sont légères, car l'étroitesse du pont n'a pas permis d'engager des effectifs importants, mais Archambaud VIII, sire de Bourbon et l'un des commandants de l'armée royale, est mortellement blessé. Néanmoins, cet engagement a un effet psychologique important sur les Français tant que sur les Anglais.

## La bataille décisive
Après cet engagement qui leur permet de contrôler un pont stratégique, les Français et leurs alliés exploitent leur avantage. Louis IX et son armée suivent les Anglais qui ont retraité vers Saintes et qui se sont placés sur un plateau d'une vingtaine de mètres de hauteur, en ordre de bataille.
L'affrontement débute par un violent combat entre les Anglais et quelques centaines de fourrageurs flamands équipés de faux, d'arcs ou d'arbalètes par la ville de Tournai. C'est la seule action structurée de la bataille.
En effet, les Français, bien qu'en sous-nombre car une partie de l'armée du roi de France n'est pas encore sur les lieux, décident d'attaquer l'armée anglaise frontalement, en escaladant la pente. La bataille tourne à la mêlée générale, et les actes de bravoure se multiplient des deux côtés. L'arrivée des renforts français annule l'avantage numérique des Anglais et la bataille tourne à la défaveur de ces derniers. Henri III s'enfuit pour éviter la capture ou la mort, et les Anglais, pressés de toutes parts, bien qu'ayant combattu vaillamment, suivent bientôt l'exemple de leur roi. Petit à petit, l'armée anglaise reflue en pagaille vers les murs de la ville de Saintes, et les Français poursuivent, causant un certain nombre de morts ou de prisonniers supplémentaires.
À la suite de cette victoire française, l'armée anglaise se délite : ses éléments poitevins se dispersent et regagnent leurs terres. Sous la menace d'un assaut de la ville, le roi d'Angleterre la quitte de nuit le 28 juillet et se réfugie à Blaye. Le 29 au matin, l'armée française entre triomphalement dans la ville. Le roi y confirme les privilèges commerciaux et fiscaux des bourgeois. La noblesse féodale se trouve contenue et résignée.

## Bilan
Le roi d'Angleterre signe une trêve de cinq ans à Pons le 1er août 1242. Une paix plus durable est conclue à Paris le 4 décembre 1259 (traité de Paris).
Le roi de France restitue à son vassal infidèle les terres dont il n'est pas sûr que la conquête ait été parfaitement légitime : Quercy, Limousin et la Haute Saintonge, pensant que ce noble geste lui assurerait à la fois la paix avec l'Angleterre, dont il estime le roi, et garde la possession du Poitou, du Maine, de l’Anjou et de la Normandie.
Le règlement de la révolte féodale est moins avantageux et plus rapide pour Hugues X de Lusignan : un tiers de ses châteaux poitevins est confisqué, réarmé et vendu par Alphonse de Poitiers ; il perd aussi la pension qu’il percevait du trésor royal. Sa petite fille Isabelle de Lusignan, à peine pubère, épouse en 1250 le fils de son ennemi Geoffroy VI de Rancon, seigneur de Gençay, qui fait reconstruire son château avec la dot.
Quant à Raymond VII, la paix de Lorris, signée en janvier 1243, renouvelle les conditions qui lui avaient été faites auparavant.

## Œuvres d'art

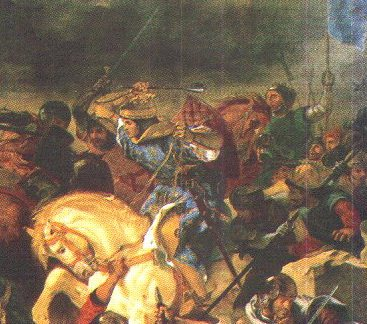
Détail de la toile de Delacroix en 1837.

Eugène Delacroix a représenté la bataille dans son tableau La Bataille de Taillebourg gagnée par saint Louis, présenté au Salon de 1837. Il est conservé dans la galerie des batailles de Versailles qui avait pour objectif de montrer la grandeur de la France par ces victoires militaires et de montrer les rois comme des défenseurs de l’unité nationale et de la chrétienté contre les étrangers.
On voit bien sur le tableau, le rôle central de Saint-Louis pendant la bataille. Ce rôle est accentué par le fait qu’il soit peint en bleu et surtout que son cheval soit peint en blanc ce qui le fait ressortir puisque le reste du tableau est plutôt sombre. De plus, l’importance du roi durant la bataille est renforcée par le panneau explicatif du tableau sur lequel on pouvait lire qu’il s’agit « d’une victoire grâce au roi pour l’unité nationale ».
On voit aussi que la victoire n’est pas encore acquise pour les Français, ce qui renforce le réalisme de la toile tout comme l’exactitude des habits 
et des armes, qui ont été étudiées par Delacroix.
Le tableau illustre une mise en scène de l'histoire à vocation épique et guerrière avec l'accent mis sur l'action de la figure royale et des postures exagérées des chevaux au centre de la toile

## Monument commémoratif

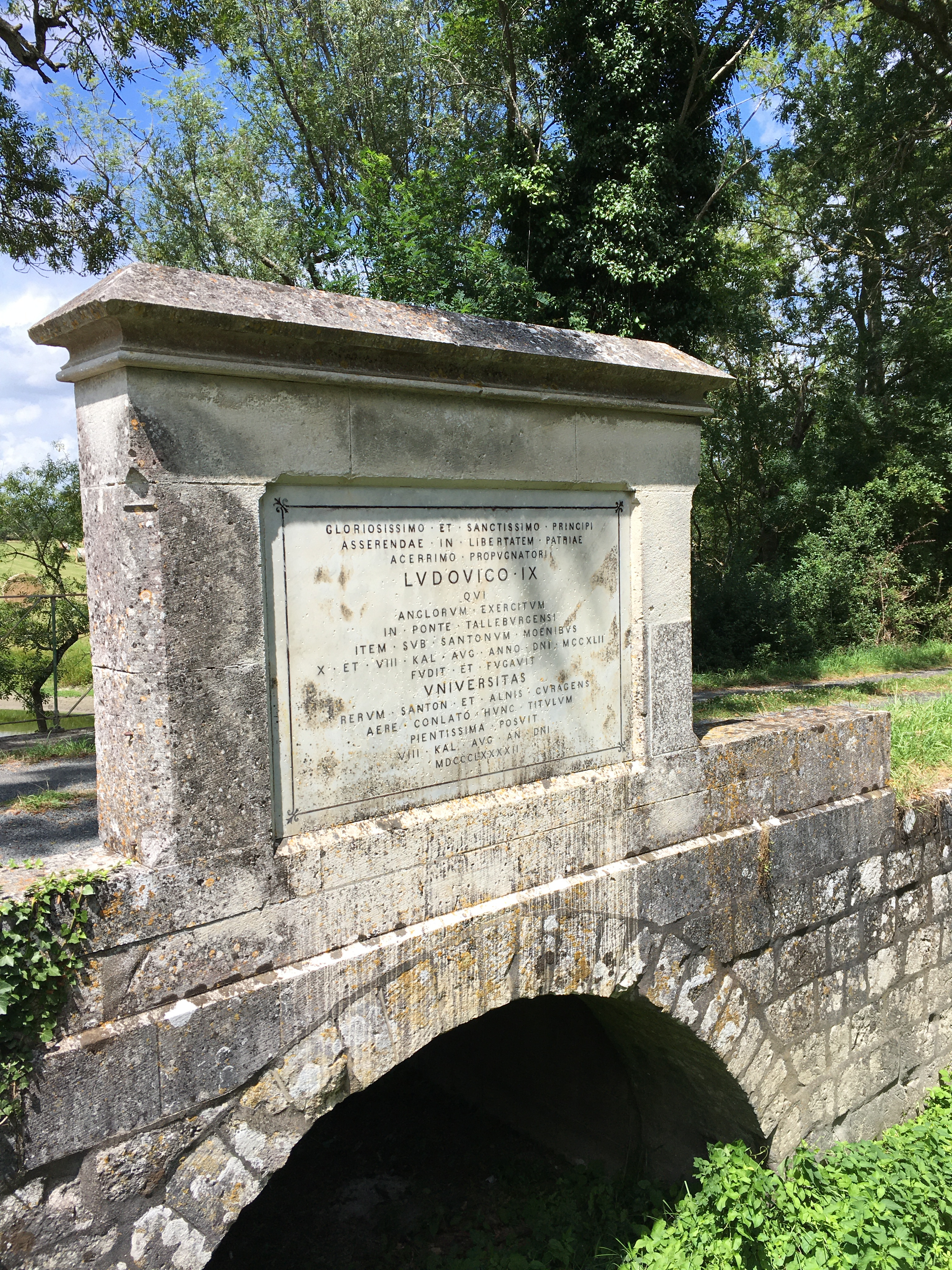

En 1851, un monument est érigé en mémoire de la bataille de Taillebourg, toutefois la construction d'un pont tournant en juillet 1891 entraine sa destruction.  L'inauguration du monument a lieu le 24 juillet 1892, anniversaire de la bataille de Saintes. Le marbre nécessaire pour l'élaboration de ce monument fut offert par le comte Lemercier, maire de Saintes et député. Il tient alors la présidence de l'inauguration. Ce bloc de marbre blanc des Pyrénées, épais de 10cm, long de 1m80 et haut de 1m14 pèse 640kg. Il contient une inscription gravée en queue d'aronde avec remplissage de plomb, par la maison Brisson de Bordeaux.

### Epigraphie
"Au très glorieux et très saint roi, énergique défenseur de l'indépendance nationale, Louis IX, qui, sur le pont de Taillebourg, puis sous les murs de la ville de Saintes, les 22 et 24 juillet 1242, a taillé en pièces et mit en déroute l'armée anglaise, la société des archives historiques de Saintonge et d'Aunis, comme pieux hommage, a élevé ce monument le 24 juillet 1892."

## Sources et bibliographie